# Château de Vieil-Hesdin
Le château d'Hesdin aurait été édifié au XIe siècle à Hesdin (Vieil-Hesdin aujourd'hui). Il a appartenu aux seigneurs d'Hesdin jusqu'en 1119, puis aux comtes de Flandre de 1119 à 1180, ensuite aux rois de France de 1180 à 1237, enfin aux comtes d'Artois. Un site archéologique sur la commune du Parcq correspondant à emplacement du château est préservé.

## La description du château médiéval
Le château avait la forme d'un pentagone, couvrait une superficie de cinq hectares environ, disposait d'une tour à chaque angle de l'enceinte, et d'un donjon au centre.

## Le parc du château
Le château était surtout renommé pour son parc. Celui-ci a été agrandi par Robert II d'Artois. Il comportait, à partir de la fin du XIIIe siècle, un manoir au bord de la Ternoise (« le Manage »), un pavillon sur pilotis (« le pavillon du Marais » ou « le pavillon des Fontaines »), ainsi que deux « loges ». Le parc comptait aussi de nombreux espaces verts (collines boisées, vignes, vergers, jardins d'agrément autour des différents bâtiments mentionnés ci-dessus). Toutefois, le parc était surtout connu pour les automates (ou « engins ») et autres curiosités (cadran solaire, miroir déformant, ménagerie, labyrinthe, roulotte) qu'il abritait.

## Le château d'Hesdin, vitrine du pouvoir comtal
De nombreux invités ont été accueillis au château d'Hesdin jusqu'en 1553, et des évènements importants s'y sont déroulés, comme le mariage de Philippe le Bon et d'Isabelle de Portugal. L'appartenance des comtes d'Artois à la famille royale est mise en avant au travers de la décoration du château. Par exemple, Robert II d'Artois a commandé une statue de Louis IX afin de l'installer dans la chapelle du château. En outre, sa fille Mahaut d'Artois a fait peindre des écus armoriés et des fleurs de lys sur les murs et plafonds de plusieurs salles, et installer les têtes en plâtre des rois de France dans sa chambre.

## La destruction du château et préservation des ruines
Le château et/ou son parc ont été endommagés à plusieurs reprises, en 1313, en 1350, en 1355, et finalement détruits en 1553 par Charles Quint, qui fait raser la ville et le château pour ensuite reconstruire une ville nouvelle.
Le site est redécouvert et fouillé par l'architecte Clovis Normand en 1858. 
Les vestiges du château sont inscrits au titre des monuments historiques par arrêté du 29 juillet 2005, en tant que réserve archéologique.